# Olympique Gymnaste Club de Nice 1985-1986
Questa voce raccoglie le informazioni riguardanti l'Olympique Gymnaste Club de Nice nelle competizioni ufficiali della stagione 1984-1985.

## Maglie e sponsor
Lo sponsor tecnico per la stagione 1985-1986 è Puma, lo sponsor ufficiale è Radio Monte-Carlo.
| Manica sinistra · Manica sinistra · Maglietta · Maglietta · Manica destra · Manica destra · Pantaloncini · Calzettoni |

## Rosa
| N. |                    | Ruolo | Calciatore           |
| -- | ------------------ | ----- | -------------------- |
|    | Francia (bandiera) | P     | André Amitrano       |
|    | Francia (bandiera) | P     | Fabien Piveteau      |
|    | Francia (bandiera) | D     | Hervé Blanc          |
|    | Francia (bandiera) | D     | Patrick Bruzzichessi |
|    | Francia (bandiera) | D     | Carlos Curbelo       |
|    | Francia (bandiera) | D     | Pierre Dréossi       |
|    | Francia (bandiera) | D     | Olivier Jannuzzi     |
|    | Francia (bandiera) | D     | Jean-Philippe Mattio |
|    | Francia (bandiera) | D     | Emmanuel Nang-Mindja |
|    | Francia (bandiera) | D     | Jocelyn Rico         |
|    | Francia (bandiera) | D     | Dider Volpatti       |
|    | Francia (bandiera) | C     | Jean-Paul Bernad     |
|    | Francia (bandiera) | C     | Pascal Françoise     |

| N. |                      | Ruolo | Calciatore            |
| -- | -------------------- | ----- | --------------------- |
|    | Francia (bandiera)   | C     | Dominique Lefebvre    |
|    | Francia (bandiera)   | C     | Claude Massa          |
|    | Francia (bandiera)   | C     | Philippe Mazzucchetti |
|    | Francia (bandiera)   | C     | Fabrice Mège          |
|    | Francia (bandiera)   | C     | Jean-Luc Oltra        |
|    | Francia (bandiera)   | C     | Jean-Philippe Rohr    |
|    | Argentina (bandiera) | A     | Rolando Barrera       |
|    | Uruguay (bandiera)   | A     | Wilmar Cabrera        |
|    | Argentina (bandiera) | A     | Jorge Domínguez       |
|    | Francia (bandiera)   | A     | Albert Gemmrich       |
|    | Francia (bandiera)   | A     | Guy Mengual           |
|    | Francia (bandiera)   | A     | Josè Morales          |